# Pontia beckerii
Pontia beckerii is een vlindersoort uit de familie van de Pieridae (witjes), onderfamilie Pierinae.
Pontia beckerii werd in 1871 beschreven door W. Edwards.